# Sinagoga di Gwoździec
La sinagoga di Gwoździec era una sinagoga situata nell'ex Confederazione polacco-lituana in quella che oggi è l'Ucraina. Costruita a metà del XVI secolo, subì gravi danni durante la prima guerra mondiale e fu distrutta dai nazisti nel 1941. La sinagoga si distingueva per le decorazioni del soffitto altamente elaborate, che sono state ricostruite al POLIN Museo della storia degli ebrei polacchi.

## Descrizione
L'edificio, alto circa 15 metri, era costituito da una pianta rettangolare con muri a paletti e travi e un tetto a padiglione a gradoni ricoperto di scandole di legno. L'interno del santuario era stato riccamente dipinto con piante, animali, segni zodiacali e testi colorati.

## Storia
Secondo le iscrizioni sul soffitto, la policromia, datata intorno al 1652, era opera di Israel ben Mordechai di Yarychiv (presso Leopoli). Tra il 1700 e il 1731 alla volta a botte fu aggiunta una cupola ottagonale. La policromia fu rinnovata nel 1729 da Isaac ben Yehuda Leib Cohen e Mordechai Liśnicki di Jaryczów. Le aggiunte nel tempo includono un vestibolo, la sezione femminile e un'ala in mattoni che fungeva da piccola sinagoga, che poteva essere riscaldata in inverno, e da un Heder. La sinagoga fu distrutta da un incendio durante la prima guerra mondiale, quando il fronte russo si spostò attraverso la città. Fu successivamente ricostruita, ma distrutta una seconda volta dalla Germania nazista durante la seconda guerra mondiale. Il tetto in legno ricostruito e il soffitto dipinto sono stati installati nella mostra principale del Museo POLIN di Storia degli ebrei polacchi, a Varsavia, nel 2013.

### Ricostruzione
L'Associazione dell'Istituto storico ebraico della Polonia ha collaborato con Handshouse Studio, un'istituzione educativa senza scopo di lucro del Massachusetts, alla ricostruzione del soffitto dipinto e del tetto a graticcio per la mostra principale del POLIN Museo della storia degli ebrei polacchi. La missione di Handshouse Studio è stata quella di recuperare gli oggetti perduti: mentre era impossibile recuperare l'oggetto originale, nel senso dei suoi materiali originali, è stato possibile recuperare la conoscenza di come costruirlo costruendolo utilizzando strumenti, materiali, e tecniche, ed è il modo in cui è stata eseguita la ricostruzione.

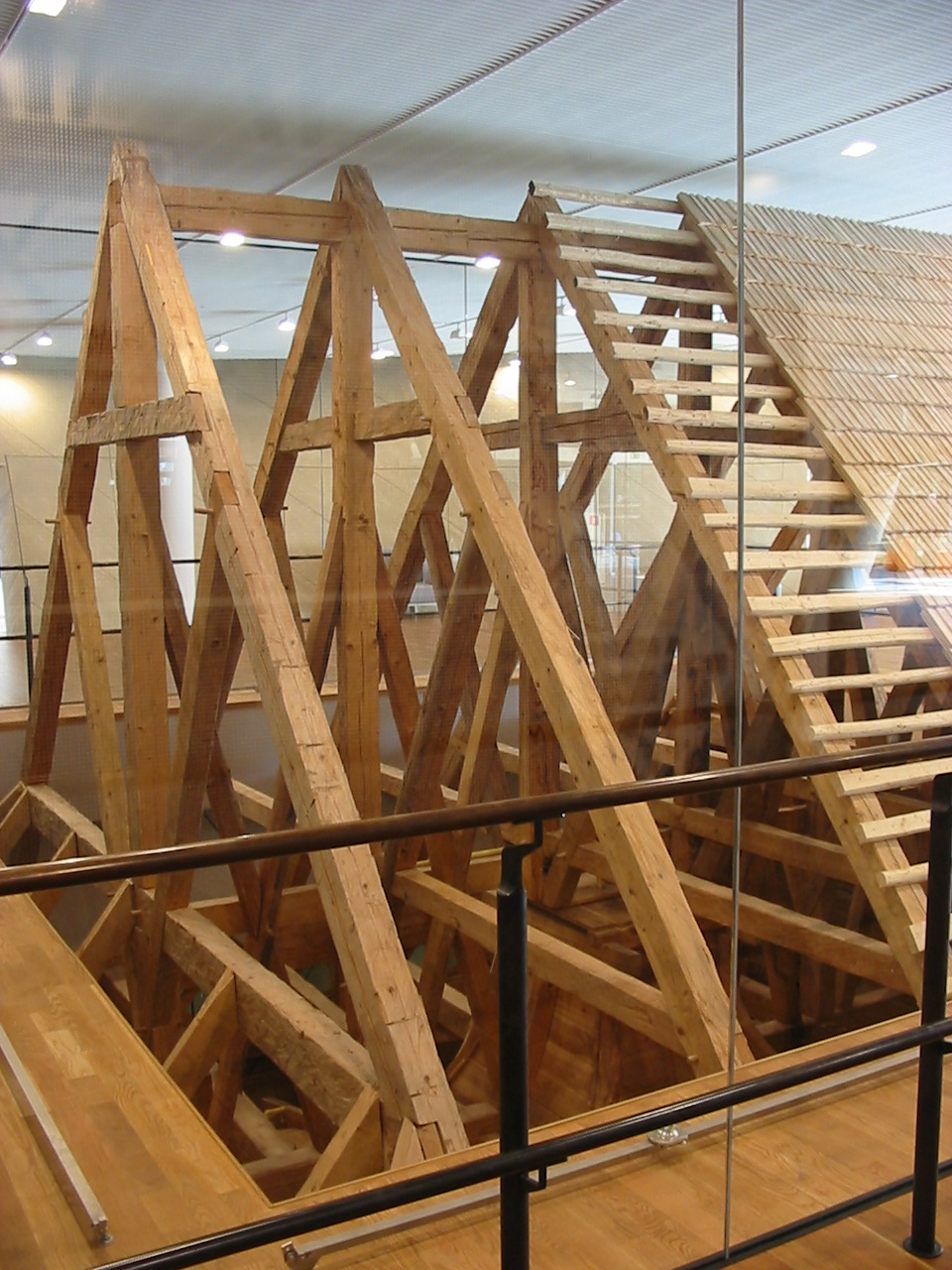
Travatura reticolare in legno ricostruita della sinagoga (Museo della storia degli ebrei polacchi, Varsavia)

È stato possibile ricostruire questa sinagoga perché era l'unica meglio documentata delle centinaia di sinagoghe di legno che un tempo sorgevano nel territorio della Confederazione polacco-lituana. Il primo a documentare questa sinagoga fu il pittore polacco Karol Zyndram Maszkowski, che visitò Gwoździec nell'autunno del 1891. La sua tesi di dottorato, dedicata a questa sinagoga, fornisce disegni dettagliati dell'architettura e della policromia, nonché descrizioni. Eseguì ulteriori disegni nel 1898/1889, quando tornò a Gwoździec su richiesta dell'Accademia polacca delle scienze di Cracovia. Isidor Kaufmann (1853-1921), pittore ebreo a Vienna, che trascorse molti mesi nella regione, realizzò nel 1897/1898 un dipinto di parte dell'interno della sinagoga di Gwoździec, uno dei pochissimi studi a colori della policromia. La documentazione più ampia, 200 disegni architettonici e fotografie, venne realizzata tra il 1910 e il 1913 da Alois Breier (1885-1948) per la sua tesi di dottorato in architettura presso la Università tecnica di Vienna. Thomas Hubka ha realizzato lo studio moderno definitivo di questa sinagoga.
Un modello virtuale 3D della sinagoga è stato creato da Handshouse Studio e Thomas Hubka, con gli studenti della Bowling Green State University nel 2006.
La ricostruzione è stata realizzata da un team di circa 300 volontari ed esperti utilizzando strumenti tradizionali. L'intelaiatura in legno, che partiva da 200 tronchi grezzi con la corteccia ancora attaccata, è stata completata in tre campi di lavoro di due settimane durante l'estate del 2011 presso il Museo dell'architettura popolare di Sanok. I laboratori di pittura si sono svolti nelle estati del 2011 e 2012 in sinagoghe in muratura in sette città della Polonia: Rzeszów, Cracovia, Breslavia, Danzica, Sejny, Kazimierz Dolny e Szczebrzeszyn. Al termine dei laboratori, la struttura è stata smontata e conservata fino all'autunno del 2013, quando le parti sono state portate al POLIN Museo della storia degli ebrei polacchi, rimontate, issate all'interno della mostra principale e sospese ai cavi. Il soffitto e il tetto, che pesano circa 25 tonnellate, sono in scala di circa l'85%. Il bimah centrale, che è stato ricostruito allo stesso modo, è in scala del 100%.
L'intero processo è stato oggetto di un film documentario, Raise the Roof.

## Galleria d'immagini
Disegni schematici, 1910-1913

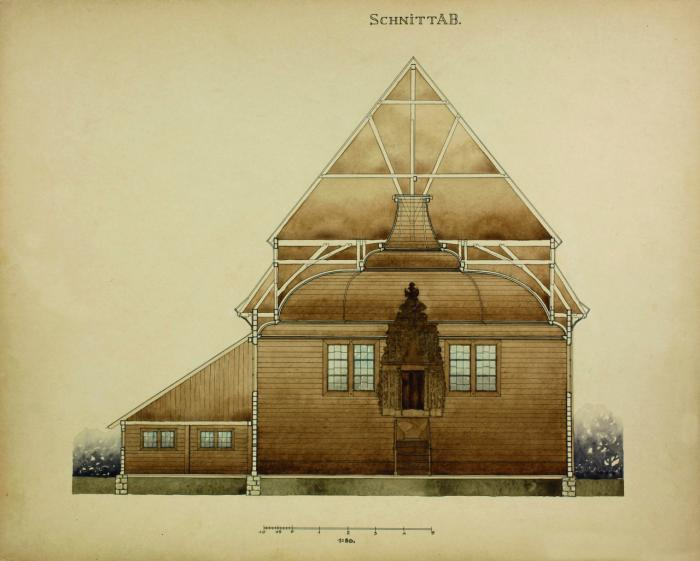
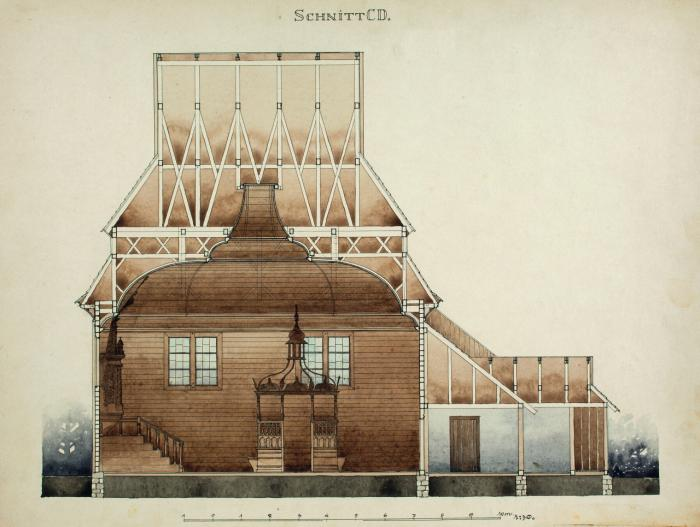
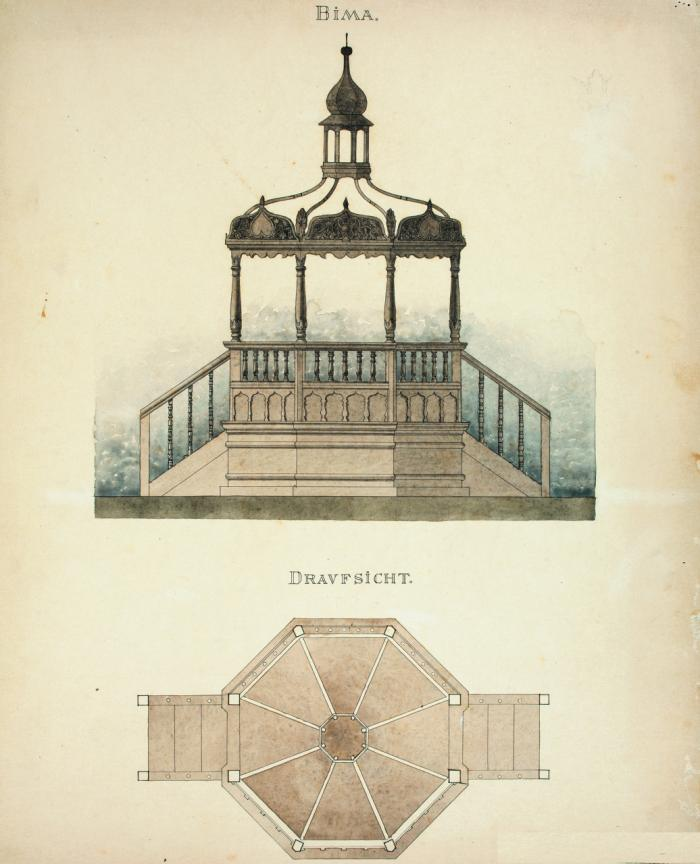
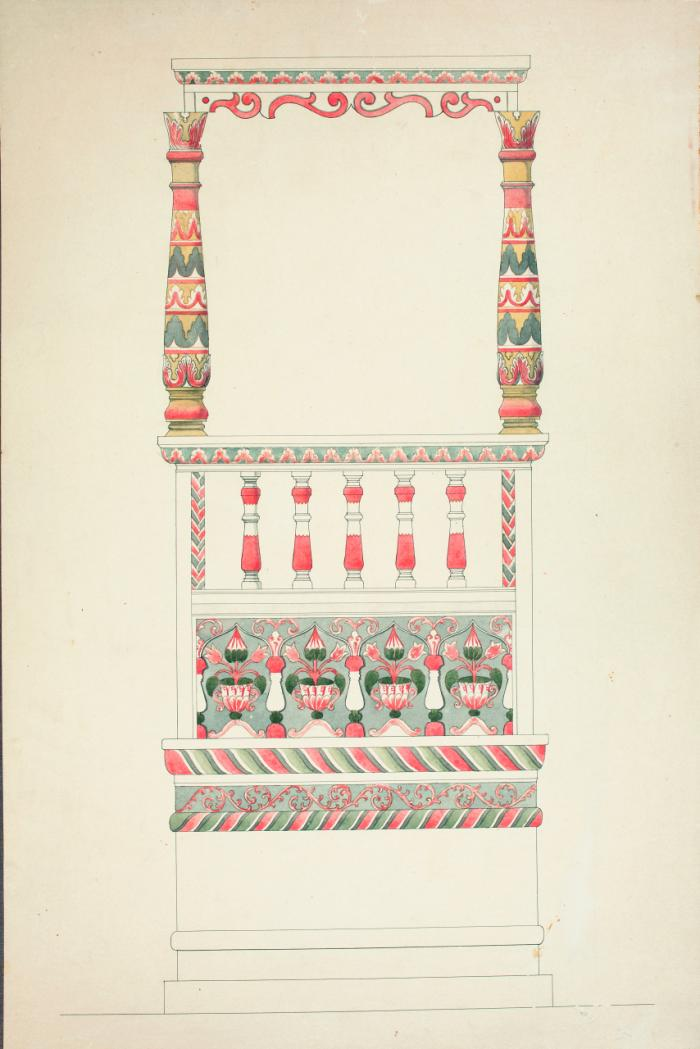
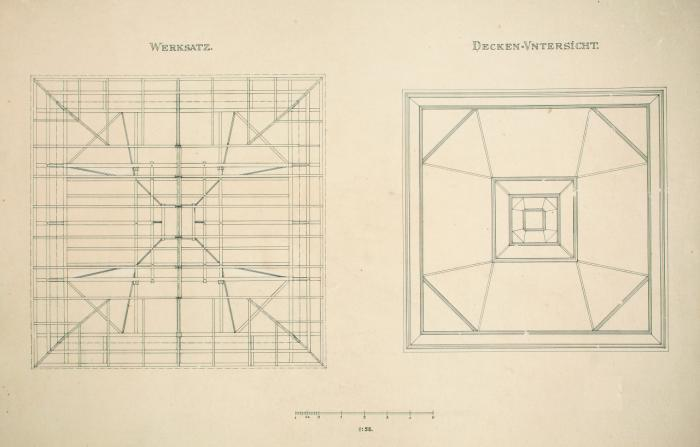

Decorazioni d'interni, foto del 1910-1913

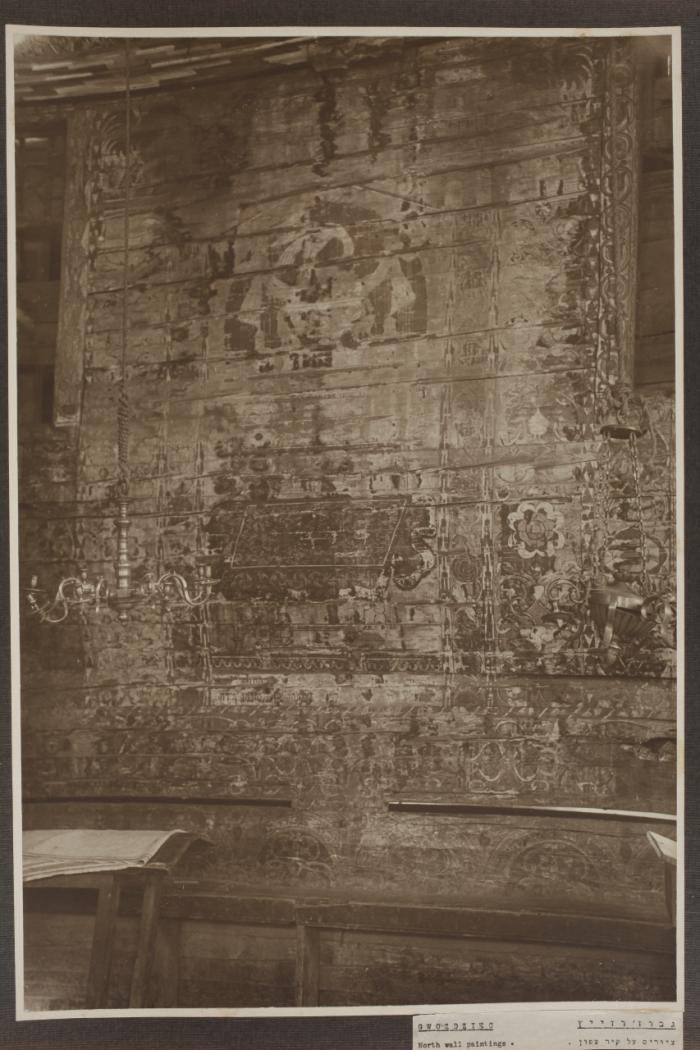
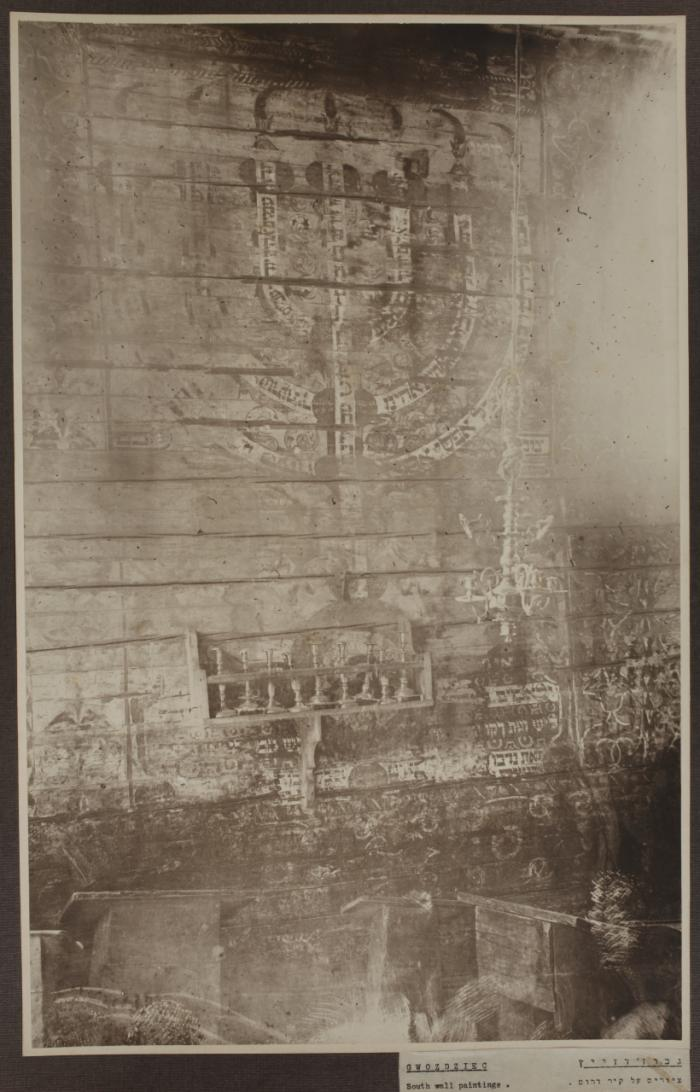
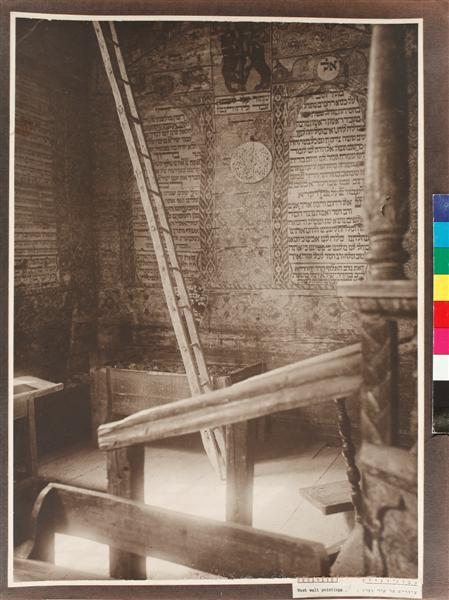
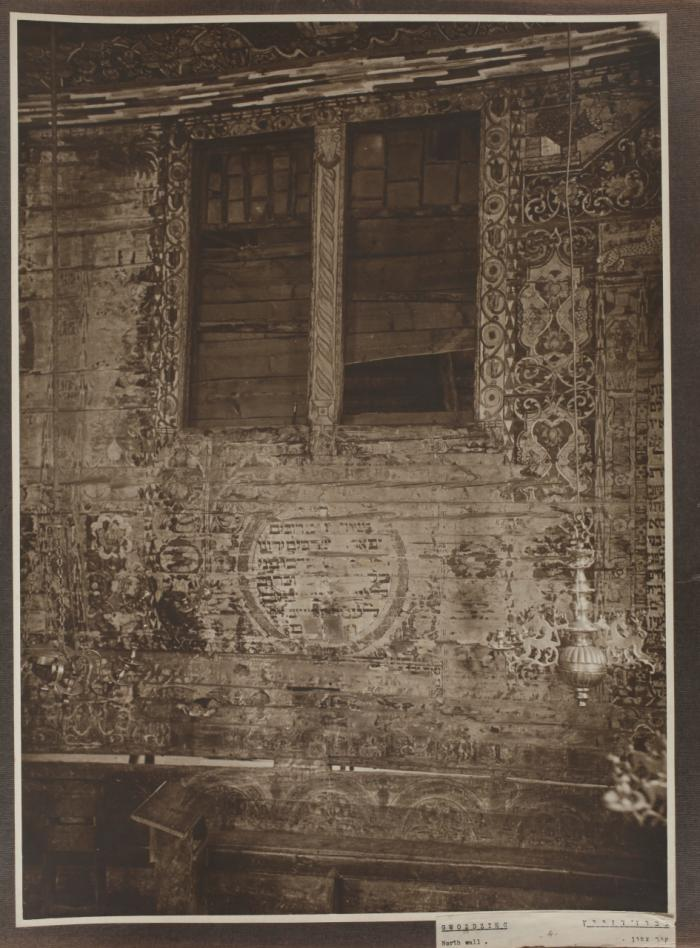
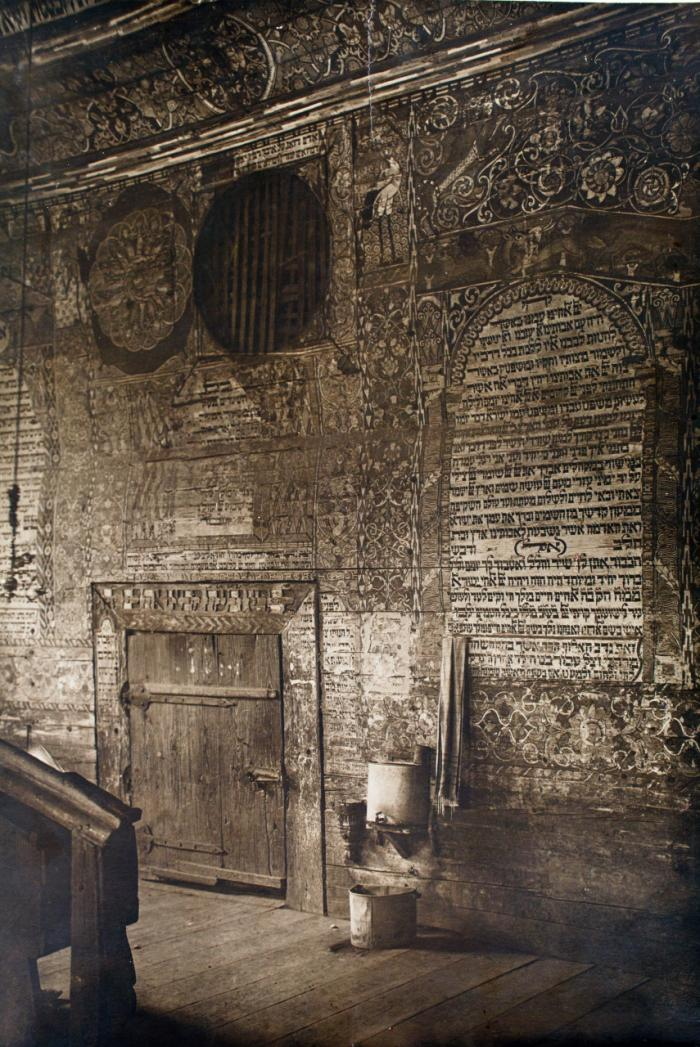
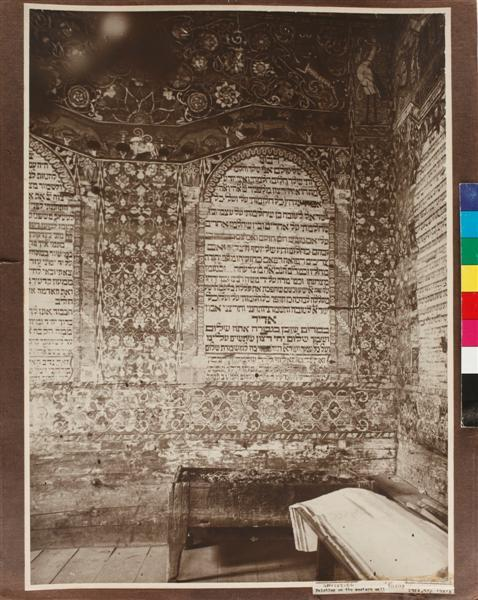
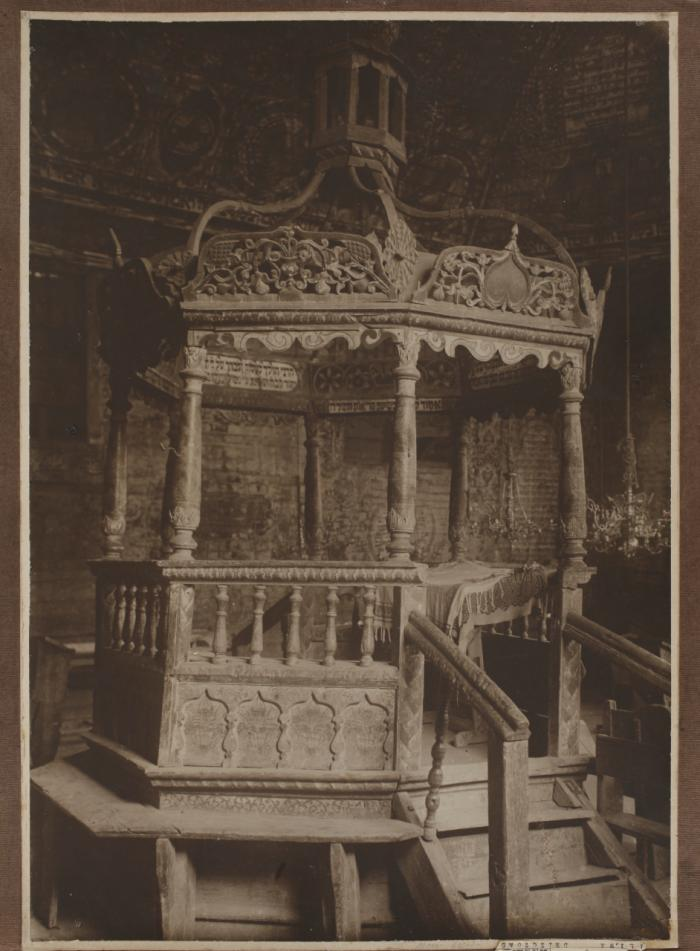

Interni ricostruiti e bimah al Museo POLIN di Storia degli ebrei polacchi, Varsavia

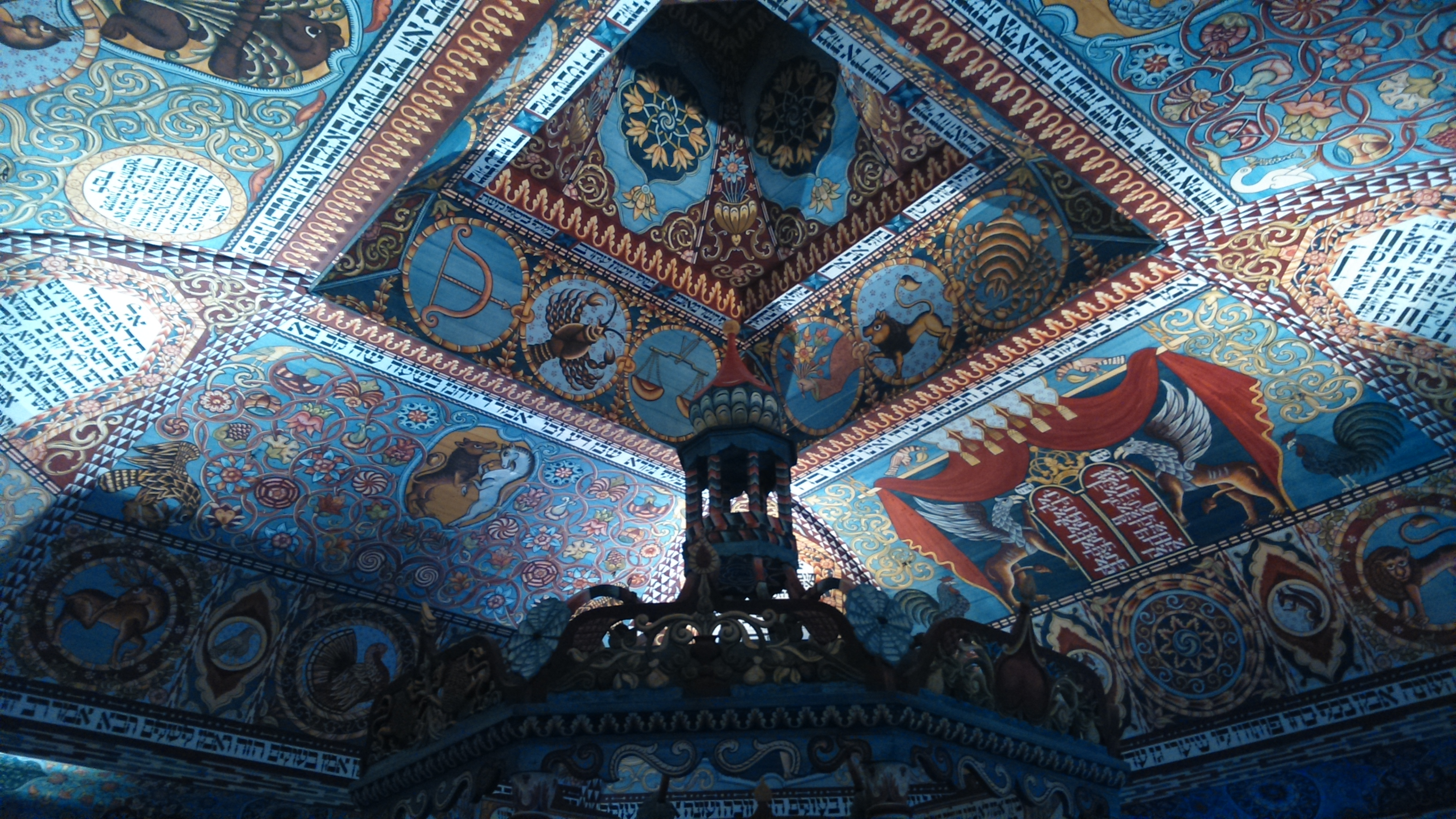
La volta della sinagoga di Gwoździec
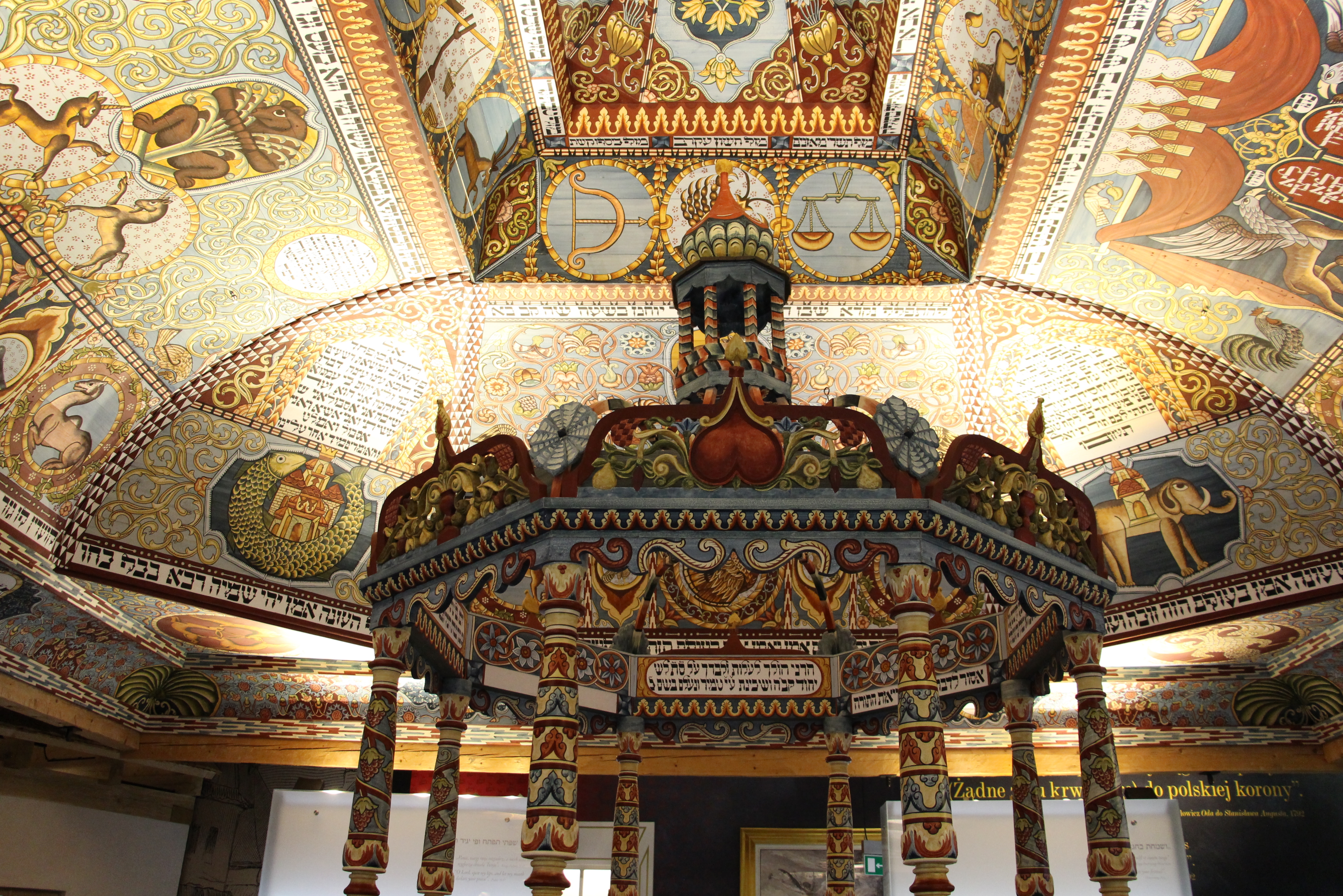
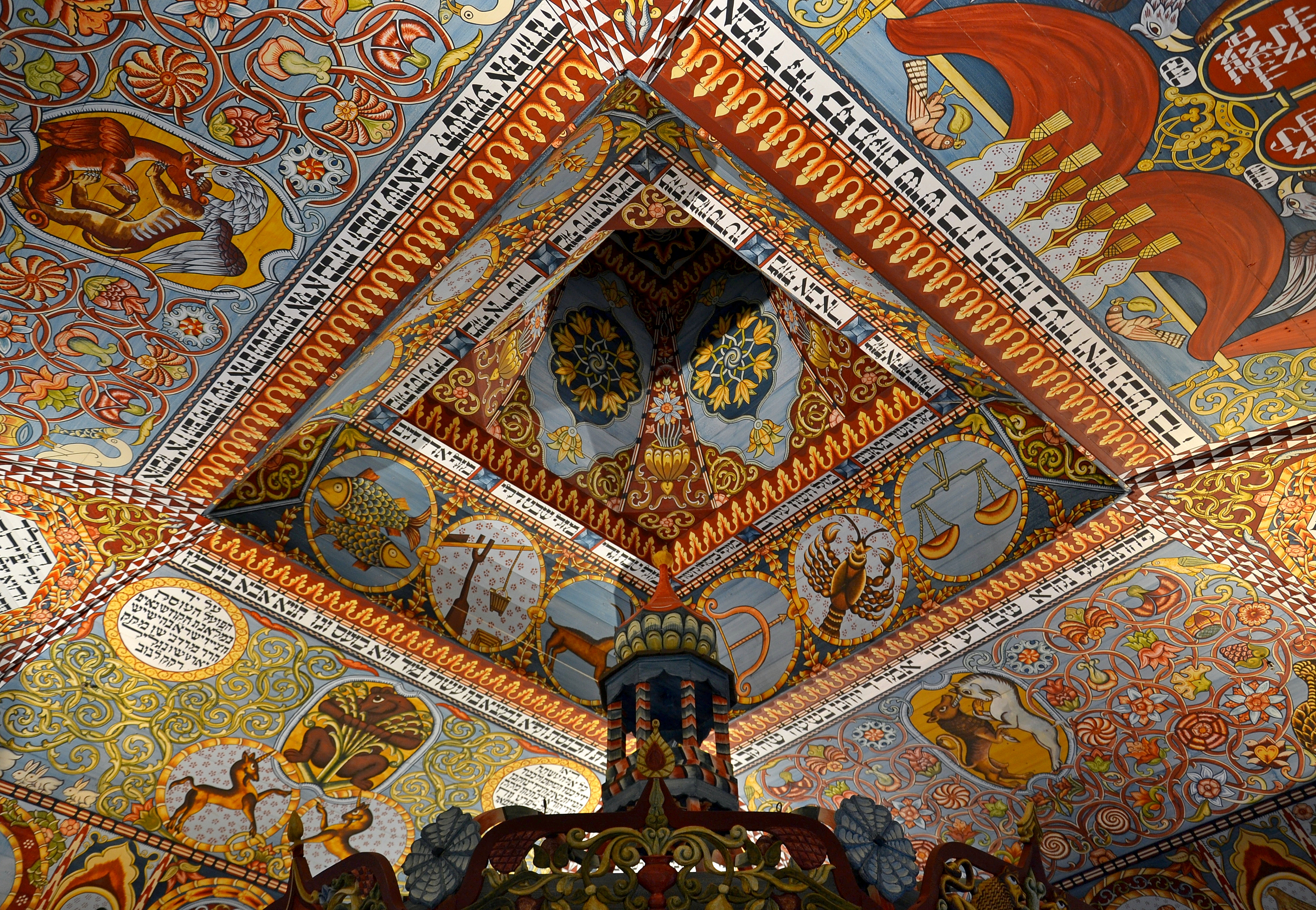
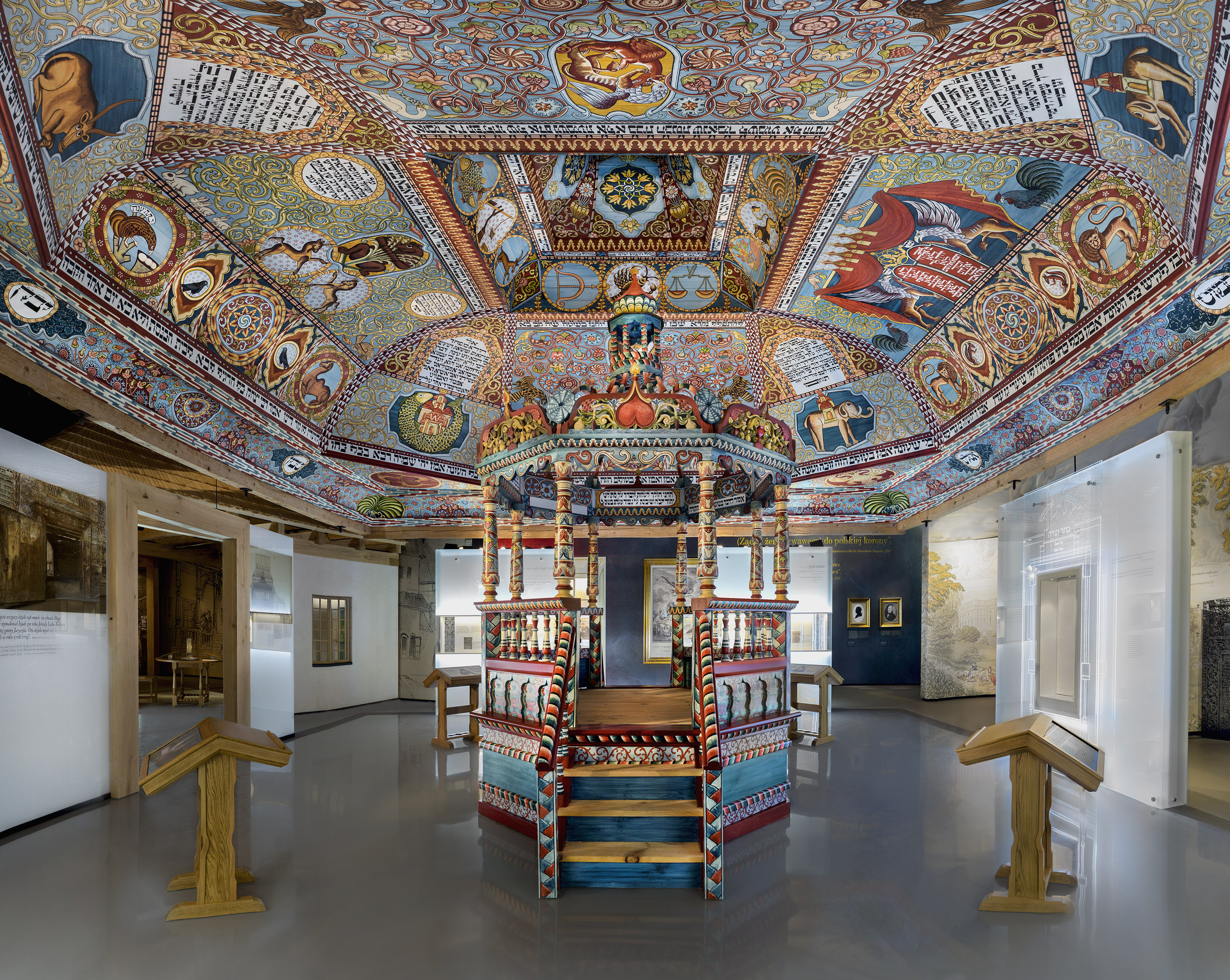
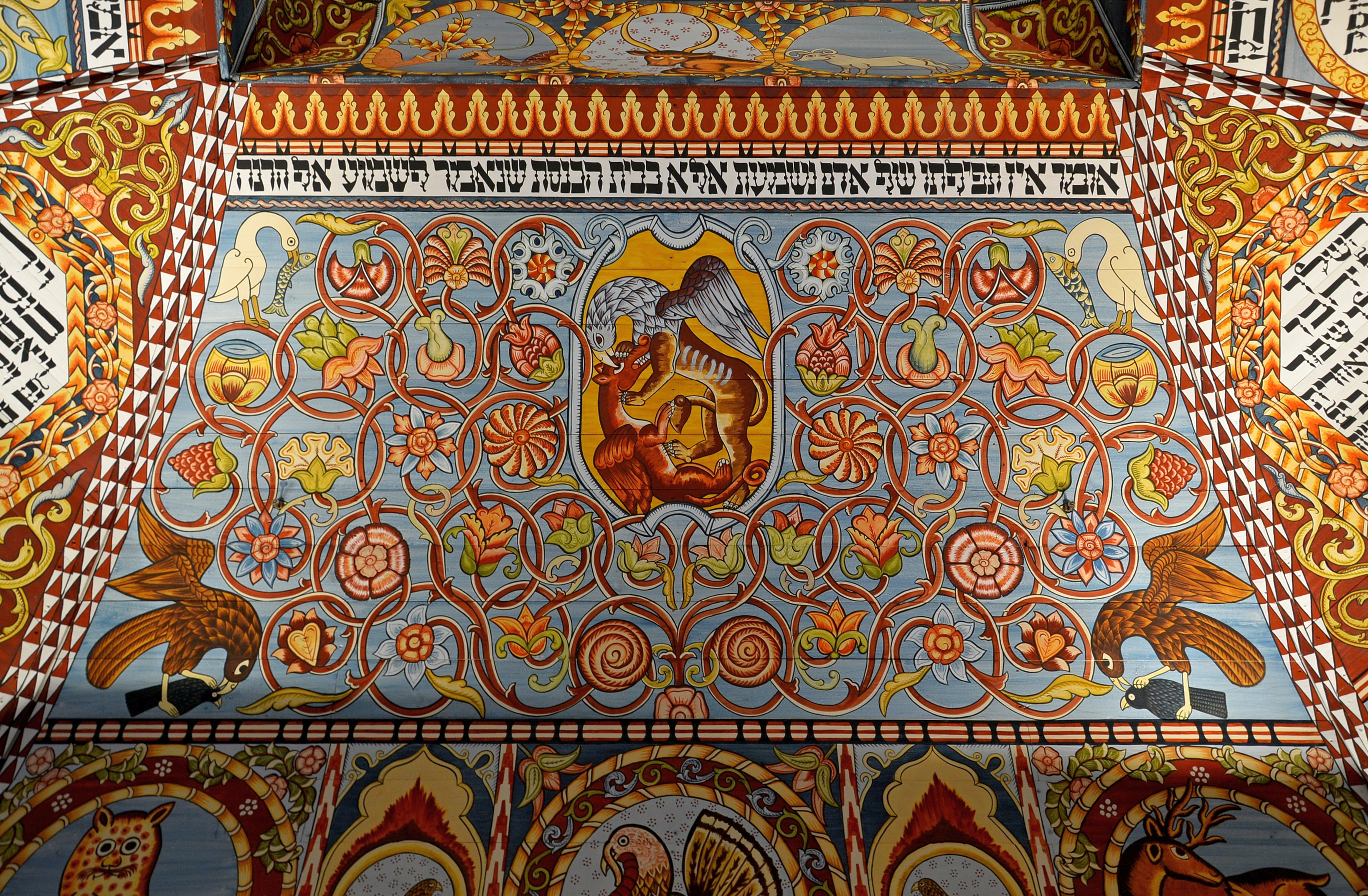
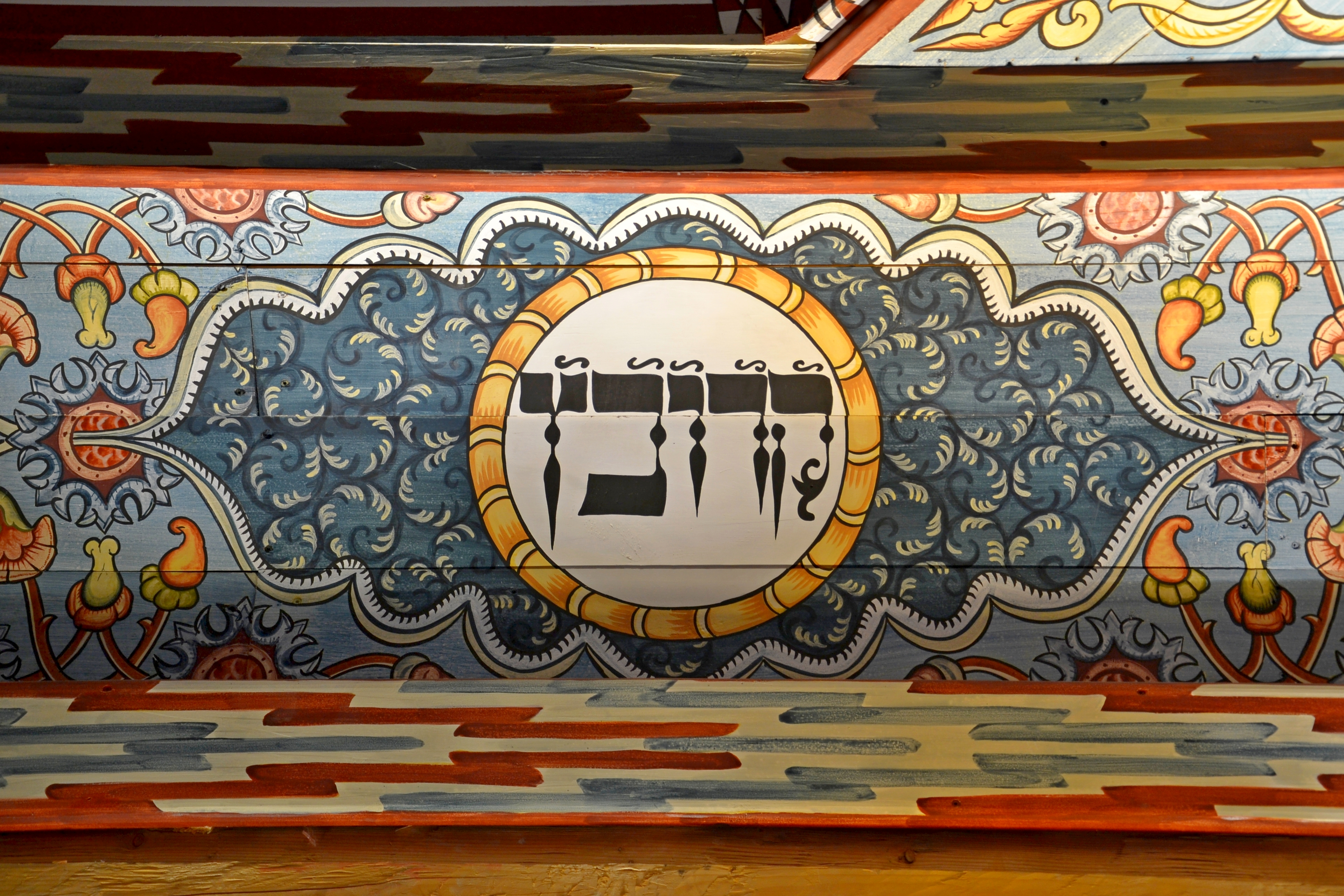
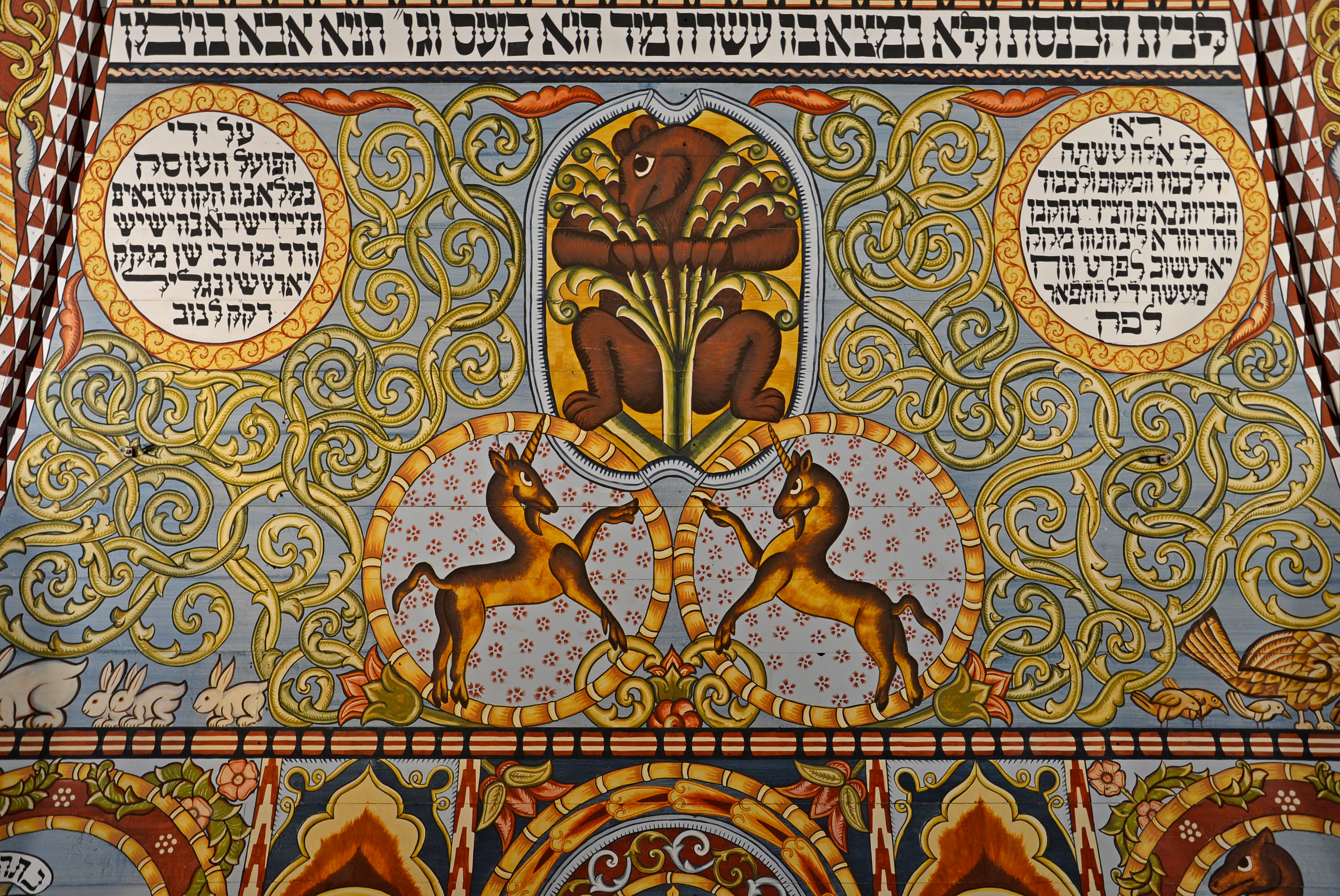
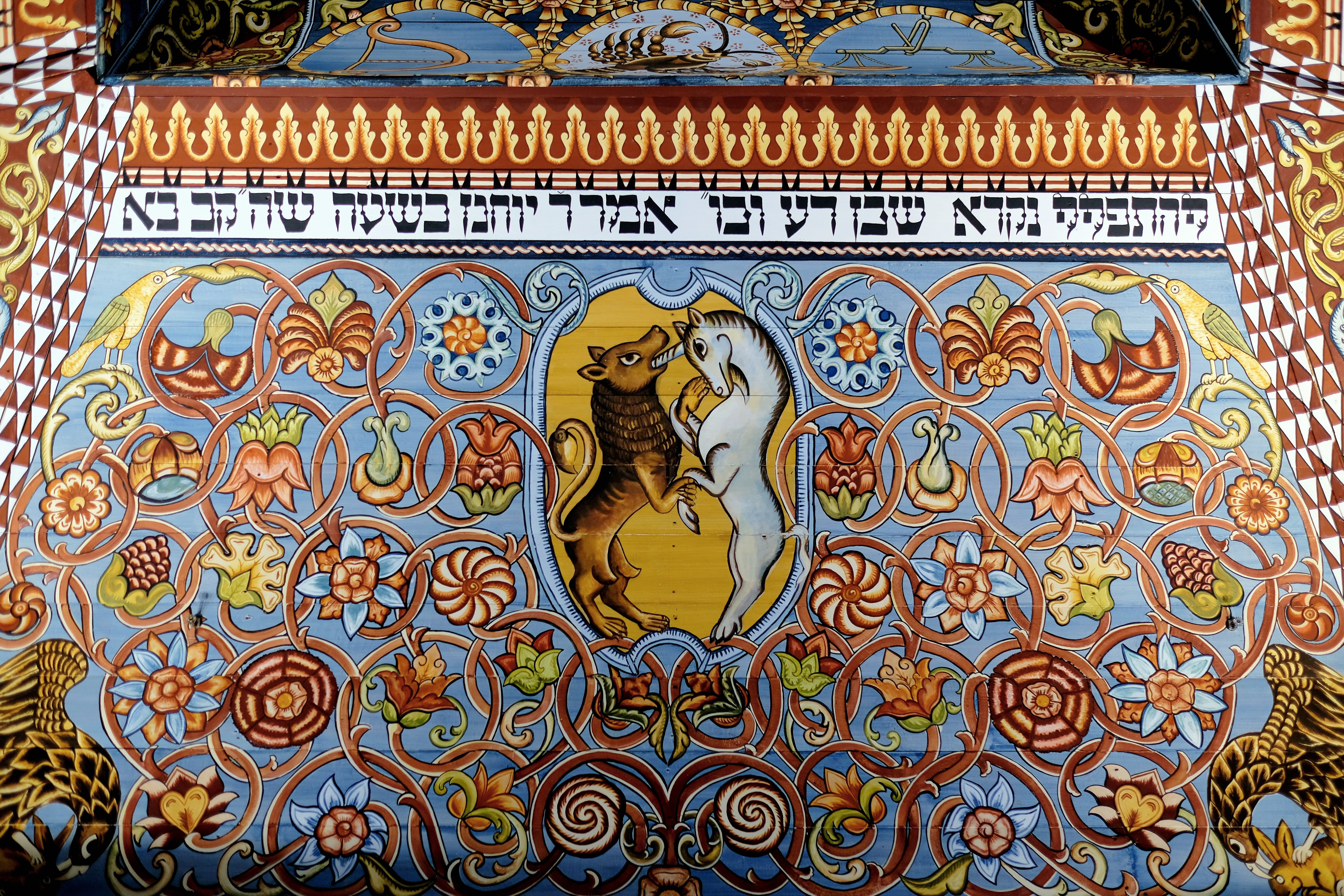